# Kühdorf
Kühdorf – dzielnica (Ortsteil) gminy Langenwetzendorf w Niemczech, w kraju związkowym Turyngia, w powiecie Greiz. Do 30 grudnia 2013 jako samodzielna gmina wchodziła w skład wspólnoty administracyjnej Leubatal, a od 31 grudnia 2013 do 31 grudnia 2022 niektóre zadania administracyjne gminy realizowane już były przez gminę Langenwetzendorf, która pełniła funkcję „gminy realizującej” (niem. erfüllende Gemeinde).